# BMW-Messgelände Aschheim

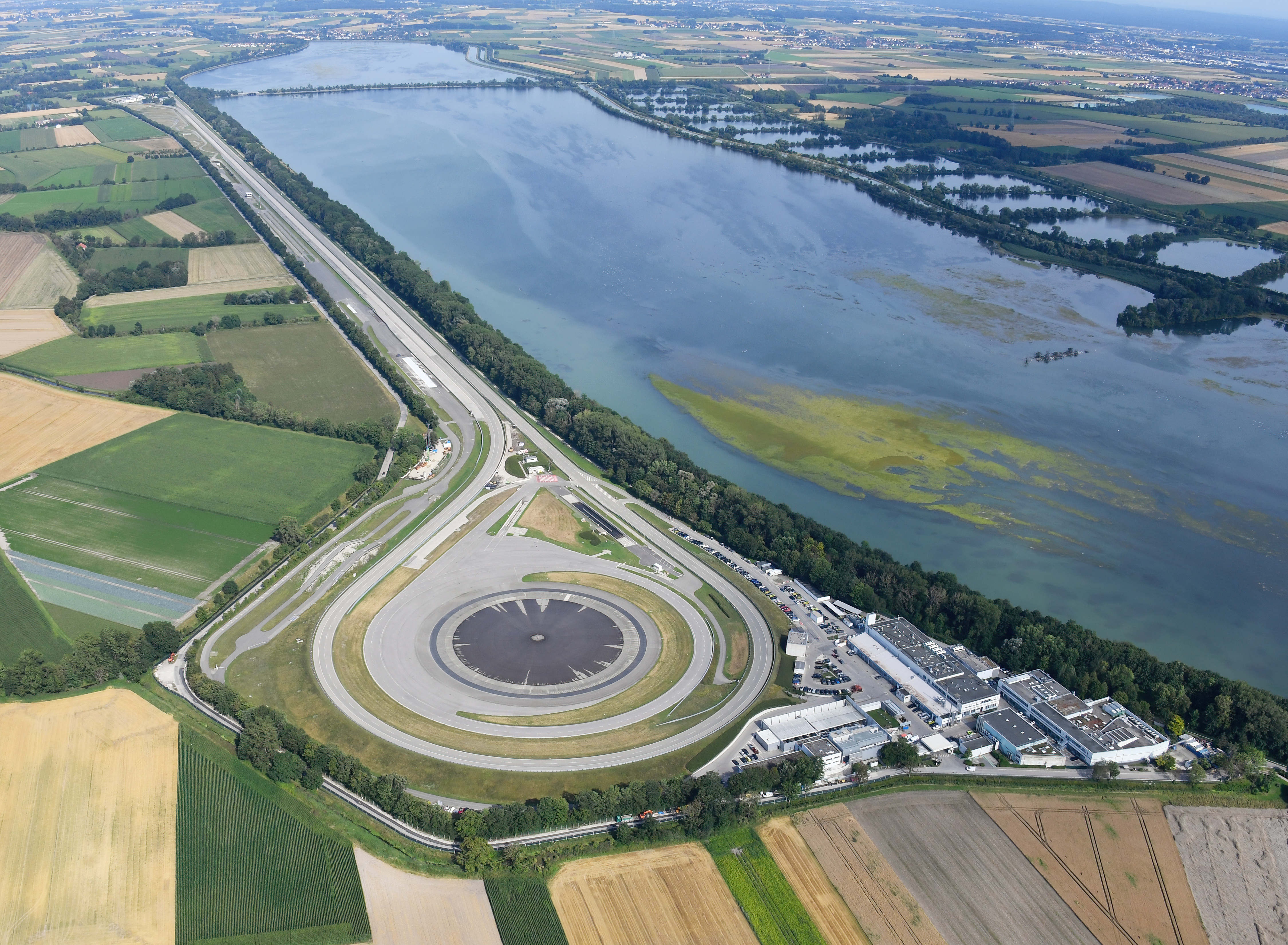
Luftbild des BMW-Messgeländes

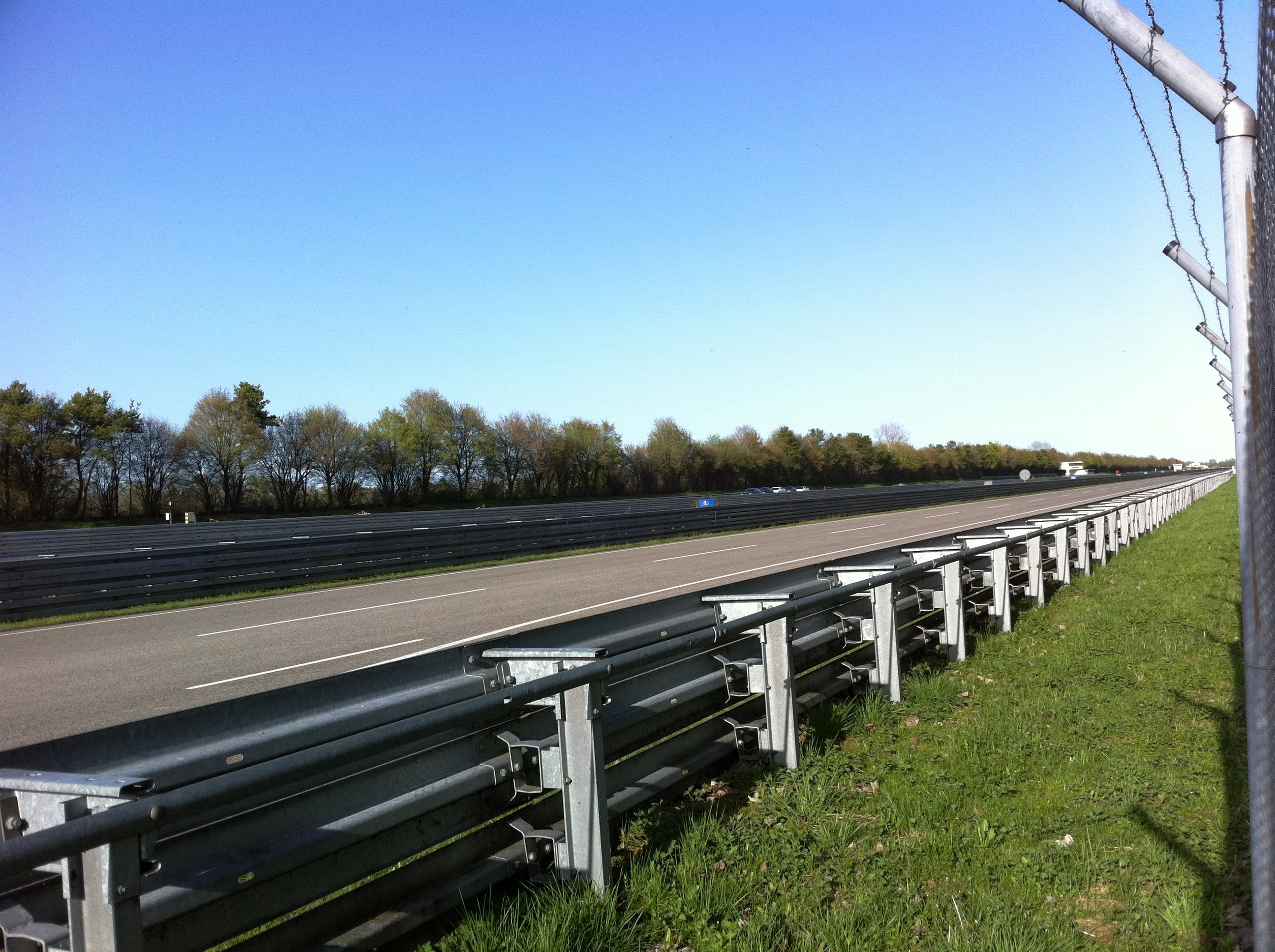
Autobahnähnliche Teststrecke auf dem Messgelände

Das BMW-Messgelände ist ein 67 Hektar großes umzäuntes Gelände mit einer Teststrecke des Autoherstellers BMW. Das Gelände zieht sich etwa vier Kilometer am nördlichen Ufer des Ismaninger Speichersees entlang. Die Breite beträgt lediglich zwischen 100 und 600 Meter. Es wurde am 20. Oktober 1971 eröffnet.

## Beschreibung
Es liegt überwiegend auf Gebiet der Gemeinde Aschheim im Landkreis München, der östliche Teil des Geländes liegt auf dem Gebiet der Gemeinde Finsing im Landkreis Erding, ein kleines Segment gehört zur Gemeinde Pliening im Landkreis Ebersberg. Unabhängig von der eigentlichen Lage der Hauptgebäude und des Großteils der Flächen in der Gemarkung Aschheim wird das Gebiet häufig auch als Testgelände Ismaning bezeichnet, weil Ismaning der nächstliegende größere Ort ist. Basis der Standortentscheidung waren seinerzeit die räumliche Nähe zum BMW-Hauptwerk in München-Milbertshofen, die Ebenheit der Fläche im Erdinger Moos und die weitgehend siedlungsfreie Umgebung. 
Das Gelände wird von einer vier Kilometer langen, völlig geraden Versuchsstrecke geprägt, die in der Bauform einer Bundesautobahn mit zwei Fahrstreifen je Richtung angelegt ist. Zu den weiteren Anlagen gehören eine Kreisplatte, ein Kurvenparcours, Seitenwind-Ventilatoren, ein Steilstrecken-Hügel und eine Crash-Anlage sowie eine Freifeld-Hochfrequenz-Messanlage mit Fahrzeug-Drehplatte und Messbunker. Bis zum Jahr 2005 waren in den Gebäuden des Geländes auch die modernsten Fahrzeug-Messräume des Unternehmens untergebracht, danach wurden sie nicht mehr weiter erneuert und durch das „Energie- und umwelttechnische Versuchszentrum“ im Münchner Forschungs- und Innovationszentrum (FIZ) abgelöst.
Wegen der räumlichen Beschränkungen im Aschheimer Messgelände, das wegen des Landschaftsschutzgebiets um den benachbarten Speichersee als nicht erweiterbar gilt, kamen im Jahr 2008 Gerüchte um Neuplanungen im Hessenreuther Wald im Landkreis Tirschenreuth auf. Das Unternehmen dementierte entsprechende Pläne.